# Castel Sant’Angelo (Latium)
Castel Sant’Angelo ist eine italienische Gemeinde in der Provinz Rieti in der Region Latium mit 1186 Einwohnern (Stand 31. Dezember 2023). Der Ort liegt ca. 80 Kilometer nordöstlich von Rom.

## Geographie
Der Ort befindet sich im Tal des Velino an der Via Salaria, umgeben von den Bergen der Reatinischen Abruzzen. Er ist Mitglied der Comunità Montana del Velino.
Die Gemeinde besteht aus den Ortsteilen Canetra, Castel Sant’Angelo, Cotilia Terme, Mozza, Pagliara, Paterno, Pie di Castello, Piedimozza, Ponte Alto, Ponte Basso, Ponte Santa Margherita, Vasche, Ville und Ville Ornaro.

## Geschichte
Der Ort geht auf das Mittelalter zurück. Bis 1530 gehörte er zum Besitz der Familie der Grafen Mareri, der sich in der südlich gelegenen Landschaft des Cicolano konzentrierte. Danach gab Kaiser Karl V. das Gebiet um Castel Sant’Angelo als Mitgift an seine uneheliche Tochter Margarethe, die im Jahre 1538 den späteren Herzog Ottavio Farnese von Parma und Piacenza geheiratet hatte. Die Madama d’Austria, wie sie hier genannt wurde, ließ Getreide- und Papiermühlen im Tal bauen. Nach ihrem Tod 1586 kam das Gebiet unter die direkte Herrschaft der Könige von Neapel zurück. Seit 1923 gehört es zur Provinz Rieti.

## Bevölkerung
| Jahr | Bevölkerung |
| ---- | ----------- |
| 1871 | 2325        |
| 1901 | 1969        |
| 1921 | 2487        |
| 1951 | 2074        |
| 1971 | 1295        |
| 1991 | 1320        |
| 2001 | 1282        |

## Politik
Luigi Taddei (Lista Civica: Uniti Per Castel Sant'Angelo) wurde am 26. Mai 2019 zum neuen Bürgermeister gewählt.

## Feste
- Am ersten Sonntag im Februar wird das Fest des Ortspatrons San Biagio begangen.
- In den ersten zwei Wochen im Juli findet unter dem Namen Acqua e Arte („Wasser und Kunst“) eine Reihe von Veranstaltungen, Ausstellungen und Konferenzen statt.

## Sehenswürdigkeiten
- Von der mittelalterlichen Burg ist nur ein mächtiger Turm übrig geblieben, der das Wahrzeichen des Ortes ist und auch ins Wappen aufgenommen wurde. In der Burg fand Beatrice Cenci auf ihrer Flucht aus Petrella Salto für kurze Zeit Unterschlupf.
- Die romanische Kirche San Rocco im Ortsteil Vasche wurde in der Zeit, in der das Tal der Madama d'Austria gehörte, umgestaltet.
- Die Pfarrkirche San Biagio im Ortsteil Canetra hat ein elegantes Portal von 1564.

## Terme di Cotilia
Zu Castel Sant’Angelo gehört der westlich unterhalb des Ortsteils Paterno an der Via Salaria gelegene Kurort Terme di Cotilia, der bereits in der Antike als Aquae Cutiliae bekannt war. Die Quellen Cottorella und Cotilia werden hier für Trinkkuren genutzt. Hinter den modernen Kuranlagen findet man noch beachtliche Reste der antiken Thermen, besonders ein weites Schwimmbecken, sowie der Villa, die den römischen Kaisern Titus und Vespasian gehörte, welche beide hier in ihrem Geburtsort starben.